# Xiao Ruoteng
Xiao Ruoteng (chiń. 肖若腾, ur. 30 stycznia 1996 r. w Pekinie) – chiński gimnastyk, trzykrotny mistrz świata, złoty medalista igrzysk azjatyckich, trzykrotny mistrz Azji.
Gimnastykę zaczął uprawiać, mając pięć lat. W 2016 roku z powodu urazu stawu łokciowego nie mógł wystąpić na letnich igrzyskach olimpijskich w Rio de Janeiro.